# Giancarlo Del Duca
Giancarlo Del Duca, né en 1935, est un acteur italien actif dans les années 1960-1980.

## Biographie
Giancarlo Del Duca, connu aussi et crédité dans certains films comme Giancarlo Viola, débute au cinéma au cours des années 1960 dans Aventure à Beyrouth, réalisé par Ladislas Vajda. Il joue ensuite comme protagoniste dans les films Quel nostro grande amore et Delitto a Posillipo.

### Vie familiale
Il a eu une longue relation avec l'actrice espagnole Sara Montiel,.

## Filmographie partielle
- 1965 : Aventure à Beyrouth, de Ladislas Vajda
- 1966 : Quel nostro grande amore, de Tulio Demicheli
- 1967 : Au son du fusil (A suon di lupara), de Luigi Petrini : Richard
- 1967 : Delitto a Posillipo (it), de Renato Parravicini : Roberto Lettieri
- 1968 : Lucrèce, fille des Borgia (Lucrezia), d'Osvaldo Civirani : Giovanni Borgia
- 1968 : Vedove inconsolabili in cerca di... distrazioni (it), de Bruno Gaburro : Corcione
- 1973 : Una vita lunga un giorno, de Ferdinando Baldi : un ami de Philippe
- 1974 : Quelli che contano, d'Andrea Bianchi : complice de Don Ricuzzo
- 1979 : Giallo a Venezia, de Mario Landi : Alberto, le coroner
- 1979 : Malabimba, d'Andrea Bianchi : Giorgio
- 1980 : Ora zero e dintorni (it), série télévisée
- 1982 : La bimba di Satana (it), de Mario Bianchi : Dr Juan Suarez
- 1982 : Apocalisse di un terremoto, de Sergio Pastore
- 1983 : Peccati a Venezia, d'Amasi Damiani : amant de Franca (crédité Giancarlo Viola)